# Yannick Tregaro
Yannick Tregaro (født 26. marts 1978 i Gunnared i Sverige) er en atletiktræner. Han var tidligere selv højdespringer og nåede finalen ved Junior-VM. Da hans (og Christian Olssons) træner Viljo Nousiainen døde i 1999, blev Yannick Tregaro træner for Christian Olsson, som dengang var et fremtidigt medaljehåb.
Yannick Tregaro er også træner for sin kæreste Emma Green og var tidligere træner for Kajsa Bergqvist. 